# Motýli všech barev (Vrchlický)
Motýli všech barev – tomik wierszy czeskiego poety i dramaturga Jaroslava Vrchlickiego, opublikowany w 1887. Tomik zawiera wiersze z lat 1883-1887. Wśród składających się na publikację utworów znalazły się między innymi wiersze Struna lásky, Dvě sestry, Ballada, Symfonie luny, Doma!, Vodní květy i Pod hvězdami. Do zbiorku zostały włączone również wiersze dla córki.